# Xã Jennings, Quận Fayette, Indiana
Xã Jennings (tiếng Anh: Jennings Township) là một xã thuộc quận Fayette, tiểu bang Indiana, Hoa Kỳ. Năm 2010, dân số của xã này là 830 người.